# Rhynchotinae
Rhynchotinae zijn een onderfamilie uit de vogelfamilie Tinamoes. De onderfamilie telt 6 geslachten en 18 soorten.

## Geslachten en soorten
- Rhynchotus
  - Pampa-hoen (Rhynchotus rufescens)
- Nothoprocta
  - Pisacca-tinamoe (Nothoprocta ornata)
  - Chileense tinamoe (Nothoprocta perdicaria)
  - Cordoba-tinamoe (Nothoprocta cinerascens)
  - Andestinamoe (Nothoprocta pentlandii)
  - Krombektinamoe (Nothoprocta curvirostris)
  - Taczanowski's tinamoe (Nothoprocta taczanowskii)
  - Kalinowski's tinamoe (Nothoprocta kalinowskii)
- Nothura
  - Witbuiknothura (Nothura boraquira)
  - Kleine nothura (Nothura minor)
  - Darwins nothura (Nothura darwinii)
  - Gevlekte nothura (Nothura maculosa)
- Taoniscus
  - Dwergtinamoe (Taoniscus nanus)
- Eudromia
  - Kuiftinamoe (Eudromia elegans)
  - Quebracho-tinamoe (Eudromia formosa)
- Tinamotis
  - Puna-tinamoe (Tinamotis pentlandii)
  - Patagonische tinamoe (Tinamotis ingoufi)